# Dawid Moryc Apfelbaum

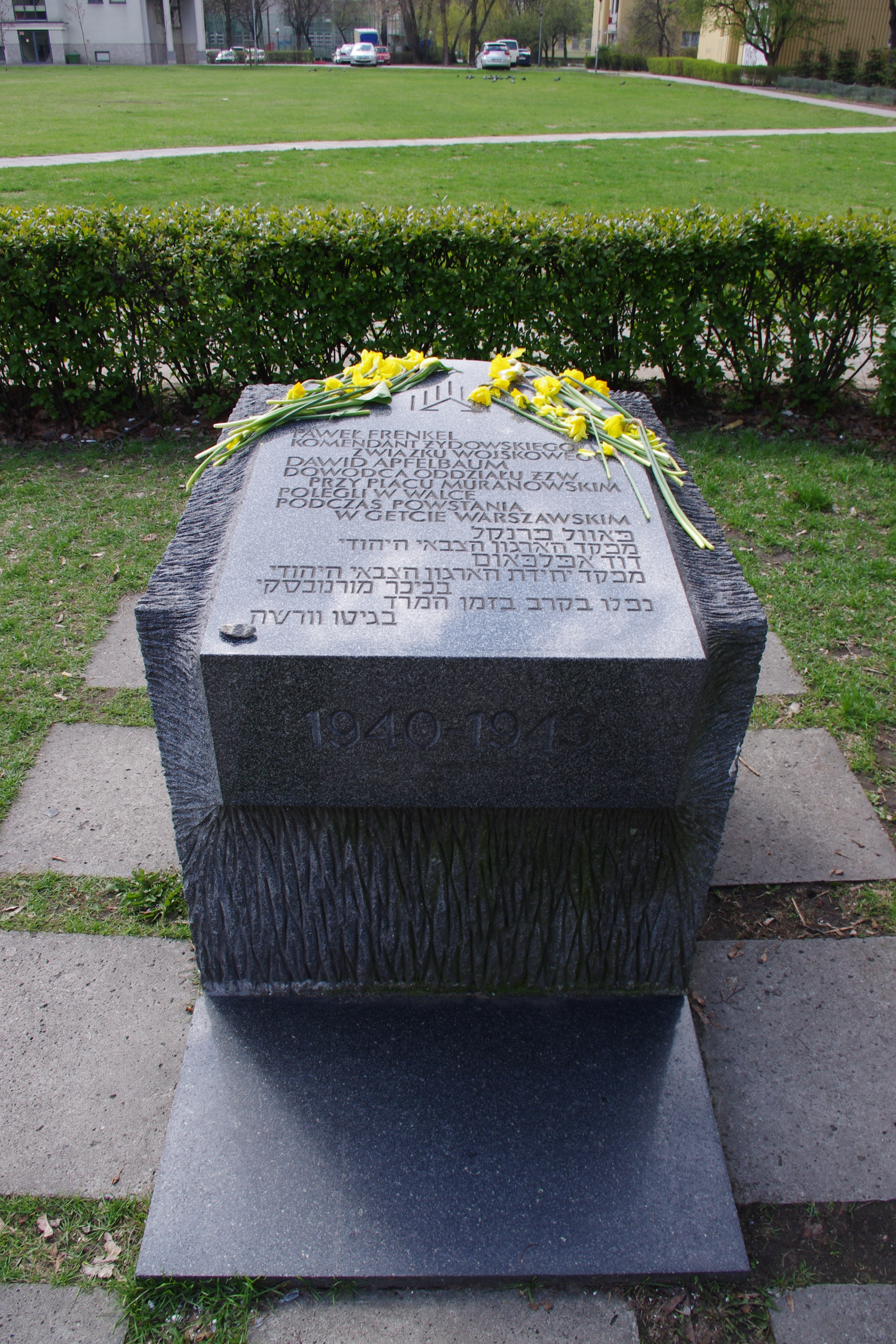
Kamienny blok Traktu Pamięci Męczeństwa i Walki Żydów upamiętniający dowódców ŻZW w getcie warszawskim – Pawła Frenkla i Dawida Apfelbauma przy ul. Dubois i ul. Zamenhofa w Warszawie

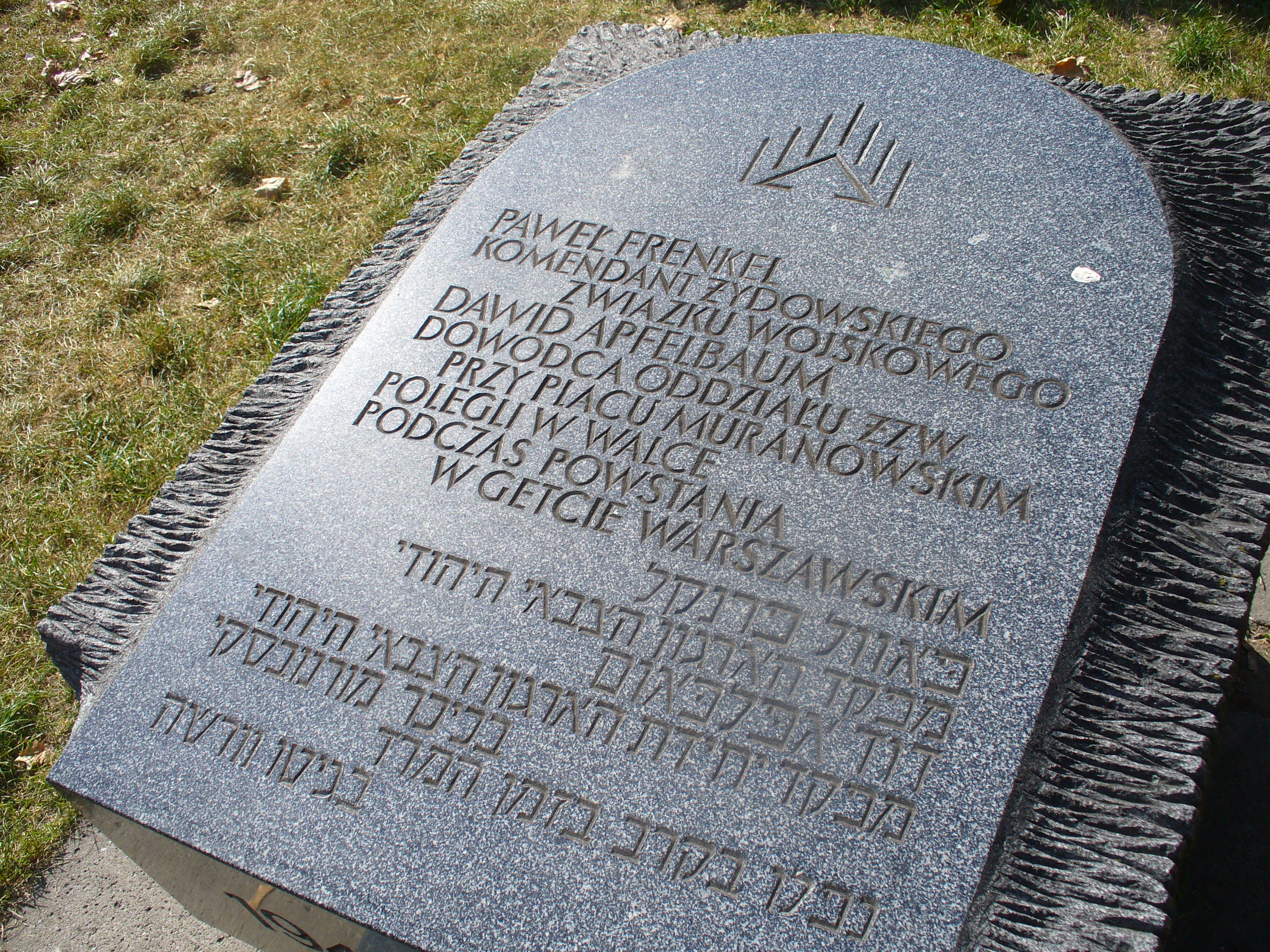
Napis na bloku Traktu Pamięci Męczeństwa i Walki Żydów

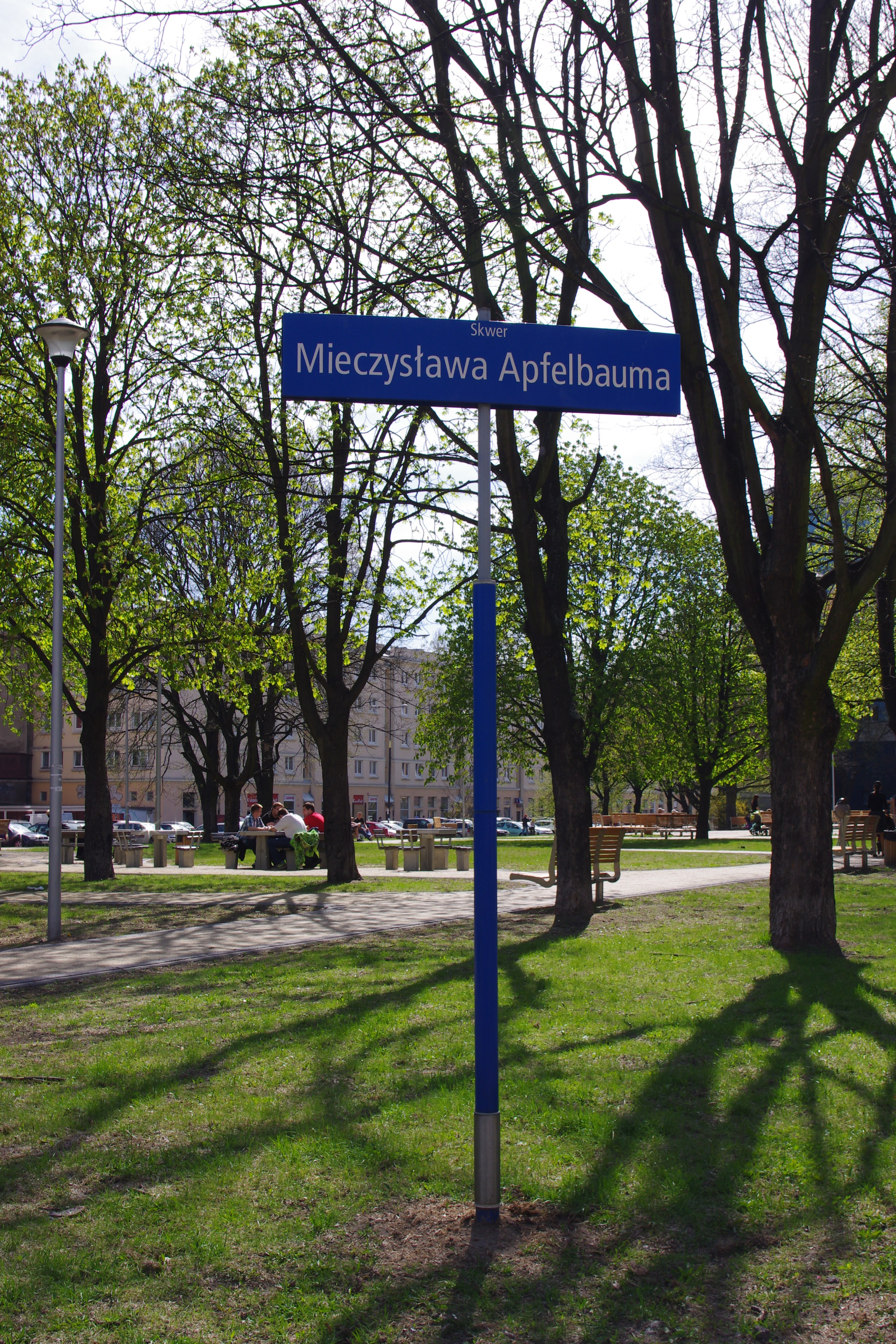
Skwer Mieczysława Dawida Apfelbauma w Warszawie

Dawid Moryc Apfelbaum, niektóre źródła podają Mieczysław Dawid Apfelbaum lub Appelbaum ps. „Jabłoński, Kowal, Mietek” (ur. ?, zm. 28 kwietnia 1943 w Warszawie) – uważany w literaturze historycznej za jednego z założycieli i dowódców Żydowskiego Związku Wojskowego, uczestnika oraz jednego z przywódców powstania w getcie warszawskim. Prawdopodobnie postać fikcyjna.

## Życiorys
Dariusz Libionka i Laurence Weinbaum stawiają w książce Bohaterowie, hochsztaplerzy, opisywacze. Wokół Żydowskiego Związku Wojskowego tezę, że Dawid (lub Mieczysław) Apfelbaum najprawdopodobniej nie istniał, a z pewnością nie był dowódcą Żydowskiego Związku Wojskowego (ich zdaniem był nim Paweł Frenkel). Wskazują, że źródłem informacji o istnieniu Apfelbauma były relacje Henryka Iwańskiego i powiązanych z nim Tadeusza Bednarczyka, Władysława Zajdlera i Kazimierza Madanowskiego (Kełme Mendelsona). Był on początkowo (1948) wspominany przez Iwańskiego jedynie jako jeden z wielu bojowców żydowskich. Pod koniec lat 50. i na początku lat 60. opisywano go już jako przedwojennego porucznika WP, który miał być założycielem organizacji „Świt”, przemianowanej następnie na Żydowski Związek Wojskowy. Opisywano także okoliczności jego śmiertelnej rany w obecności Iwańskiego, Zajdlera i Mendelsona na ul. Muranowskiej, w pierwszych dniach powstania w getcie warszawskim. W poszczególnych relacjach, nawet składanych przez te same osoby w kolejnych latach, pojawiały się różnice, co do daty powstania ŻZW (jesień 1939 lub początki warszawskiego getta), a także okoliczności wyboru Apfelbauma na dowódcę i charakteru jego kontaktów z Iwańskim. W 1962 Iwański złożył relację o swoich kontaktach z ŻZW, opisując także postać Apfelbauma jako dowódcy ŻZW, który poległ bohaterską śmiercią w czasie powstania w getcie, izraelskiej dziennikarce Chai Lazar. Ta upowszechniła jego opowieść w Izraelu.
W ten sposób Apfelbaum jako dowódca ZŻW trafił do kolejnych książek o żydowskim ruchu oporu w okupowanej Polsce. W 1963 został nawet pośmiertnie odznaczony Orderem Krzyża Grunwaldu III klasy. Nie ma jednak żadnych dowodów, że taka osoba była kiedykolwiek przedwojennym oficerem WP, a nawet, że zamieszkiwała przed wojną w Warszawie.
W 2022 roku Żydowski Instytut Historyczny rozpoczął zbieranie podpisów pod wnioskiem do Urzędu m.st. Warszawy o zmianę nazwy skweru Mieczysława Dawida Afpeflbauma w Warszawie na skwer Racheli Auerbach, argumentując, że Apfelbaum jest postacią fikcyjną. W 2023 w Radzie m.st. Warszawy wszczęto procedurę zmiany nazwy skweru. W sierpniu 2023 roku skwerowi Mieczysława Dawida Apfelbauma nadano imię Racheli Auerbach.

## Upamiętnienie
- W marcu 2004 nazwę Mieczysława Apfelbauma nadano skwerowi położonemu na warszawskiej Woli między ulicami: Pawią, Smoczą i Dzielną[6]. W listopadzie 2012 nazwę zmieniono na Skwer Mieczysława Dawida Apfelbauma[7]. Skwer przemianowano na skwer Racheli Auberbach w 2023 roku[5].
- Dawidowi Apfelbaumowi i Pawłowi Frenklowi poświęcony jest jeden z kamiennych bloków warszawskiego Traktu Pamięci Męczeństwa i Walki Żydów znajdujący się przy ulicy Dubois.